# Rolla (Kansas)
Rolla és una població dels Estats Units a l'estat de Kansas. Segons el cens del 2000 tenia 482 habitants.

## Demografia
Segons el cens del 2000, Rolla tenia 482 habitants, 165 habitatges, i 121 famílies. La densitat de població era de 547,4 habitants/km².
Dels 165 habitatges en un 41,8% hi vivien nens de menys de 18 anys, en un 63,6% hi vivien parelles casades, en un 6,1% dones solteres, i en un 26,1% no eren unitats familiars. En el 24,2% dels habitatges hi vivien persones soles el 10,9% de les quals corresponia a persones de 65 anys o més que vivien soles. El nombre mitjà de persones vivint en cada habitatge era de 2,92 i el nombre mitjà de persones que vivien en cada família era de 3,54.
Per edats la població es repartia de la següent manera: un 35,7% tenia menys de 18 anys, un 7,1% entre 18 i 24, un 28,4% entre 25 i 44, un 17,6% de 45 a 60 i un 11,2% 65 anys o més.
L'edat mediana era de 33 anys. Per cada 100 dones de 18 o més anys hi havia 105,3 homes.
La renda mediana per habitatge era de 38.500 $ i la renda mediana per família de 43.750 $. Els homes tenien una renda mediana de 24.886 $ mentre que les dones 14.583 $. La renda per capita de la població era de 13.211 $. Entorn del 8,8% de les famílies i el 10,8% de la població estaven per davall del llindar de pobresa.

## Poblacions més properes
El següent diagrama mostra les poblacions més properes.